# Al-Hadath
Al-Hàdath al-Hamrà (àrab: الحدث الحمراء, al-Ḥadaṯ al-Ḥamrāʾ, literalment ‘al-Hàdath la Roja’) fou una antiga població a la província d'Awàssim, anomenada pels grecs Adata. Estava situada al peu de les muntanyes del Taure, propera a tres llacs i al curs superior del riu Ak Su afluent del Djayhan. Era un lloc de frontera entre àrabs i romans d'Orient, situada entre Malatya i Maraix, al pas de muntanya que portava cap a Elbistan. Estava protegida per una fortalesa a un turó, anomenada al-Uhaydib. Al nord-oest, a les muntanyes Nuruhak Dagh i havia el congost d'al-Hàdath, on es van lliurar diversos combats entre àrabs i romans d'Orient; els àrabs el van anomenar més tard Darb as-Salama per intentar canviar la mala sort que sembla estava associada al nom inicial. La població d'al-Hàdath va rebre generalment el nom d'al-Hàdath al-Hamrà per diferenciar-la d'al-Hàdath az-Zuqaq, a la zona del desert de Palmira.
Al-Hàdath fou ocupada per primer cop en temps del califa Úmar pel general Habib ibn Màslama que servia aleshores a les ordes del general Iyad ibn Ghanm. Fou una de les bases d'al-Thughur pels atacs de les forces del califat a territori romà d'Orient. Vers el 749 o 750 els romans d'Orient van recuperar la ciutat i fortalesa però la devien perdre uns anys després; el 778 el general Miquel Lacanodrac la va devastar i el califa al-Mahdí la va fer reconstruir dos anys després i rebatejada com al-Mahdiyya o al-Muhammadiyya. Mussa al-Hadi la va repoblar amb gent dels pobles de la regió però els atacs romans d'Orient i el clima no eren favorables al tipus de construcció de fusta i va acabar cremada pels romans d'Orient (els armenis i turcs l'anomenen Göynük que vol dir ‘cremada’). Harun ar-Raixid la va fer reconstruir i la va fortificar; una guarnició important estava estacionada a la fortalesa en el seu regnat igual que a altres fortaleses de la regió. El 947 fou ocupada per Lleó Focas, fill de Bardes Focas, que va arrasar les fortificacions. L'hamdànida Sayf-ad-Dawla la va reconquerir i reconstruir el 954, però els romans d'Orient la van recuperar el 957 i fou altre cop arrasada. Va restar romana d'Orient i després armènia fins al 1150 quan fou ocupada pel seljúcida Massud ibn Kilij Arslan, però va retornar als armenis que la van perdre definitivament el 1272 a mans de Bàybars I, sultà mameluc. Llavors estava poblada per kurds que l'anomenaven Alhan, i era lloc de pastar els ramats. El 1436 va servir de base per l'atac del mameluc Barsbay contra Dhu l-Kadr.
Les seves ruïnes al districte de Gölbaşı, a la província d'Adıyaman, a Turquia, al sud del llac d'al-Hadath, van ser descrites el 1950 per R. Hartmann que les va identificar. Anteriorment es pensava que estava situada a Inekli, al nord del llac.